# BasTardEYES
『BasTardEYES』（バスタダイズ）は、hideが中心となって結成されたバンドzilchの1枚目のリミックス・アルバム。1999年3月3日にcutting edgeよりリリースされた。
Tが小文字のBastardEYESとも表記される。

## 概要
デビューアルバム『3・2・1』に収録されている楽曲を、様々なバンドやアーティストがリミックスしたアルバム。hideの逝去後10ヶ月後に発売された。

### 仕様
通常盤・限定盤の2種で発売。限定盤には「ELECTRIC CUCUMBER」のミュージックビデオとメイキングを収録したVHS付き。
同年7月7日にはシリアルナンバー入り・B2サイズポスター封入のアナログLP3枚組となる完全限定盤が発売された。

## 収録曲
CD（全タイプ共通）
1. ELECTRIC 兄弟仁義 CUCUMBER / J
2. FUCTFUCTRACK#6 / charlie clouser（ナイン・インチ・ネイルズ）
3. perverthound / PITCHSHIFTER
4. IMPOSE / praga kahn
5. SCRATCH YOUR NUMBER / d.j.swamp
6. HELLO HELLO HELLO GOODBYE / MINISTRY/Raven
7. REPSYCHLE / podboy a.k.a Tweaker
8. LISTEN IN LISTEN UP / Danny sabe /m.c.shabba d
9. SOLD SAME ATTITUDE / I.N.A/D.I.E./KAZ
10. SUPERSCHAFTRACK / schaft
11. SLEASY JESUS / D.j.swamp/Mcveigh/Ryder
12. Queasy Jesus / McVEIGH-RYDER

限定盤VHS
1. ELECTRIC CUCUMBER（music video）